# Neometachaeta polita
Neometachaeta polita là một loài ruồi trong họ Tachinidae.